# Choquequirao Puquio
Choquequirao Puquio (posiblemente del quechua chuqi metal, todo tipo de metal precioso/oro (<aimara),[cita requerida] k'iraw crip, catre, pukyu manantial, pozo) es un sitio arqueológico en Perú. Está situado en el norte del distrito de San Sebastián, provincia del Cuzco, en el departamento del Cuzco.  